# Aiyankerni Tamil
Aiyankerni Tamil är en administrativ by i Sri Lanka.   Den ligger i provinsen Östprovinsen, i den östra delen av landet, 220 km öster om huvudstaden Colombo.